# 吉里贾·普拉萨德·柯伊拉腊
吉里贾·普拉萨德·柯伊拉腊（IAST：[Girija Prasad Koirala] 错误：{{Transl}}：无法识别语言／字母代码 尼泊尔语（帮助） 听发音ⓘ；1925年2月20日—2010年3月20日），尼泊尔政治家，曾四次出任沙阿王朝时期的首相。从政超过60年，是尼泊尔大会党的重要人物。在1960年代因为从事反对国王专制统治的民主运动而入狱7年。出狱后流亡印度至1979年返国，担任大会党中央总书记。1990年尼泊尔实行君主立宪制之后，柯伊拉腊带领大会党赢得第一次议会民主选举的胜利，并在1991年成为尼泊尔第一位民主政制下的首相。在他第4次担任首相期间，致力于终结十余年的尼泊尔内战，将毛派叛乱分子拉近谈判桌并使他们最终成为民主政治的一部分。他还在废除君主制，确立共和等问题上扮演了重要角色。
柯伊拉腊被普遍视为尼泊尔实现和平与民主共和的关键人物之一，2010年他病逝之后，尼泊尔宣布全国哀悼。